# Piper carrapanum
Piper carrapanum är en pepparväxtart som beskrevs av William Trelease. Piper carrapanum ingår i släktet Piper och familjen pepparväxter. Inga underarter finns listade i Catalogue of Life.